# Gentiana verna
La genzianella di primavera o genziana primaticcia (Gentiana verna L., 1753) è una pianta perenne appartenente alla famiglia delle Gentianaceae, diffusa in Europa e Medio Oriente.

## Etimologia
Il nome del genere Gentiana deriva da Gentius, re dell'Illiria, a cui tale pianta è dedicata, perché per primo l'avrebbe utilizzata a scopo medicinale. L'aggettivo latino verna significa "primaverile".

## Descrizione
Pianta perenne, alta 4 - 7 cm; fusto strisciante, con ramificazioni fiorifere; foglie basali disuguali, in rosetta a più strati: le inferiori ellittiche acute, allungate, le superiori ovali; foglie cauline via via più ristrette e acute; scapo unifloro; fiori pentameri; calice cilindrico lungo 7-12 mm, spesso arrossato, con ali poco sporgenti (1-1,5 mm) e denti acuminati; corolla con tubo cilindrico (lungo 20–25 mm.) e lobi patenti, ovati, con squame bianche alla fauce; il colore dei lobi varia dall'azzurro al blu scuro (con l'altitudine), e raramente è bianco.
Periodo di fioritura:  Marzo-Agosto (Settembre).

## Distribuzione e habitat

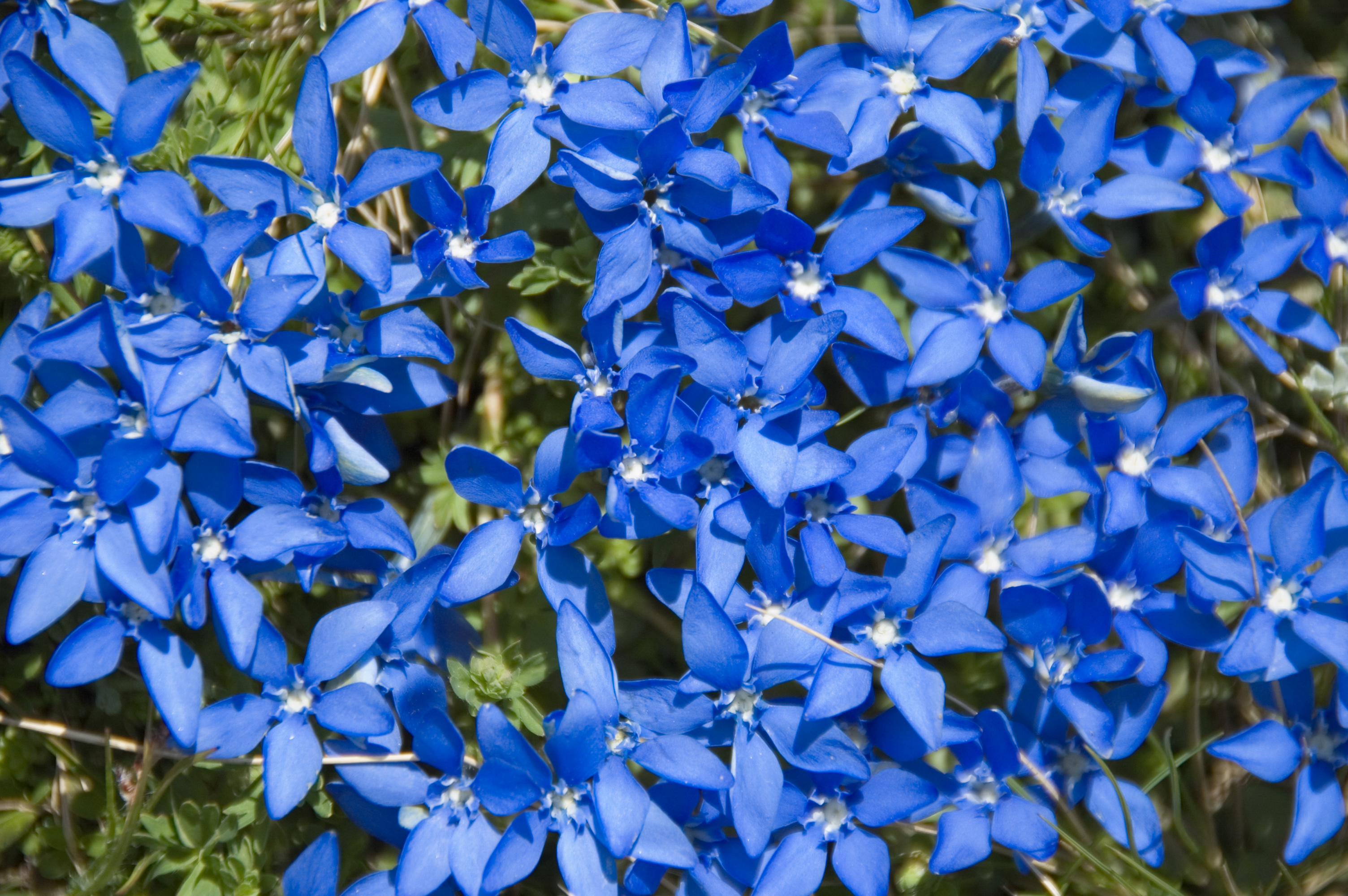
Un tappeto fiorito di genzianelle

Questo taxon è presente nell'Inghilterra settentrionale, nell'Irlanda occidentale, sui Pirenei, sul Massiccio del Giura, sulle Alpi, in Abruzzo, nei Balcani fino in Russia, in Turchia, in Iraq.
L'habitat è rappresentato da prati, pascoli montani, pendii rupestri, sia su zone calcaree, sia su terreni eruttivi acidi, fino a 3.550 m di altitudine.